# Corynoptera cuniculata
Corynoptera cuniculata är en tvåvingeart som först beskrevs av Franz Lengersdorf 1942.  Corynoptera cuniculata ingår i släktet Corynoptera och familjen sorgmyggor.
Artens utbredningsområde är Frankrike. Inga underarter finns listade i Catalogue of Life.